# سرگل فرخینوند
سرگل فرخینوند، روستایی از توابع بخش هلیلان شهرستان چرداول در استان ایلام ایران است.

## جمعیت
این روستا در دهستان هلیلان قرار دارد و براساس سرشماری مرکز آمار ایران در سال ۱۳۸۵، جمعیت آن زیر سه خانوار بوده‌است.